# Uzależnienie od dostawcy
Uzależnienie od dostawcy (ang. vendor lock-in) – sytuacja, w której klient jest uzależniony od produktów dostawcy do tego stopnia, że nie może zmienić dostawcy bez poniesienia kosztów zmiany.
W przypadku oprogramowania termin ten odnosi się do niemożności wymiany komponentu oprogramowania na inny z powodu ich niekompatybilności. Dostawcy oprogramowania tworzą często różne architektury, interfejsy systemów, które uniemożliwiają łatwą migrację. Często taka sytuacja wynika także z błędnego zaprojektowania systemu. Może się zdarzyć, że niekompatybilność komponentów jest celowym zamierzeniem dostawcy, który z uzależnienia nabywcy czerpie korzyści – w modelu biznesowym powiązanych produktów (ang. razor and blades) dostawca sprzedaje główny produkt (np. maszynkę do golenia, drukarkę, telefon) po zaniżonej cenie, po to, aby czerpać korzyści ze sprzedaży komponentów, które do niego pasują (np. ostrzy, wkładów, abonamentu). Jednym ze sposobów na uniknięcie uzależnienia od dostawcy jest korzystanie z produktów opartych na  otwartych standardach.

## Przykłady
Wielu producentów drukarek umieszcza zapis w umowie gwarancyjnej mówiący o tym, że używania kartridżów innych firm skutkuje utratą tej gwarancji. Firma Lexmark wprowadziła ponadto system weryfikacji sprzętowej, uniemożliwiający innym firmom produkowanie kartridżów kompatybilnych z drukarkami Lexmarka, czego legalność rozważały amerykańskie sądy.